# Forcipomyia kuanosceles
Forcipomyia kuanosceles är en tvåvingeart som beskrevs av John William Scott Macfie 1939. Forcipomyia kuanosceles ingår i släktet Forcipomyia och familjen svidknott. Inga underarter finns listade i Catalogue of Life.